# Frank Frost Abbott
 (octobre 2015).
Si vous disposez d'ouvrages ou d'articles de référence ou si vous connaissez des sites web de qualité traitant du thème abordé ici, merci de compléter l'article en donnant les références utiles à sa vérifiabilité et en les liant à la section « Notes et références ».
Pour les articles homonymes, voir Abbott.
Frank Frost Abbott (27 mars 1860 - 23 juillet 1924) est un spécialiste américain de la littérature antique.
Il est né à Redding (Connecticut) et est entré à l'Université de Chicago puis à celle de Princeton en 1907. Il meurt à Montreux, en Suisse.
Il est l'auteur de divers travaux sur l'histoire et le gouvernement de la Rome antique :
- Society and Politics in Ancient Rome - 1909 - Éditeur BiblioLife en 2009  -  (ISBN 9781110600397)
- A history and description of Roman political institutions  - 1911 - Éditeur Adamant Media Corporation en 2001 -  (ISBN 9780543927491)
- The Common People of Ancient Rome - 1911 - Éditeur Dodo Press en 2006 -  (ISBN 978-1406503548)
- Roman Politics - 1923 - Éditeur Cooper Square Pub en 1963 -  (ISBN 978-0815400004)
- Municipal Administration in the Roman Empire - 1926 - Éditeur Martino Publishing en 2006  -  (ISBN 978-1578986019)

### Source
- (en) Cet article est partiellement ou en totalité issu de l’article de Wikipédia en anglais intitulé « Frank Frost Abbott » (voir la liste des auteurs).